# 6775 Giorgini
6775 Giorgini è un asteroide della fascia principale. Scoperto nel 1989, presenta un'orbita caratterizzata da un semiasse maggiore pari a 2,6757347 UA e da un'eccentricità di 0,1795839, inclinata di 14,05280° rispetto all'eclittica.